# Класик Бриж—Де Пан 2025.
Класик Бриж—Де Пан 2025. било је 49. издање једнодневне бициклистичке трке Класик Бриж—Де Пан, која је одржана 26. мартз у Белгији, као десета трка у оквиру UCI ворлд тура 2025.
Укупна дужине износила је 195,6 km. Старт је био у Брижу, а затим се ишло у Верне и Де Пан, гдје су вожена три круга по 42,9 km, вожено је по углавном равном терену, а циљ је био у Де Пану.
Бранилац титуле је био Јаспер Филипсен, док су највећи фаворити били Филипсен, Тим Мерлије, Џонатан Милан и Олав Кој, а међу осталим фаворитима били су Бинијам Грмај, Паскал Акерман и Арно Демар.
На 500 метара до циља десио се пад у групи, у којем је учествовао велики број возача. У првој групи је остало око 15 возача, Хуан Себастијан Молано је напао на 400 метара до циља, група је почела да спринта на 200 метара до циља и скоро су га достигли на циљу, али су судије прегледом снимка фото финиша утврдили да је Молано побиједио испред Милана, док је на трећем мјесту завршио Мадис Микелс.

## Тимови
На трци су учествовала 24 тима, са по седам возача. Свих 18 ворлд тур тимова имало је аутоматску позивницу али нису били обавезни да учествују пошто је трка додата у ворлд тур послије 2017. године, док су два најбоља про тур тима за претходну сезону такође имали аутоматску позивницу за све ворлд тур трке и трећи за све једнодневне ворлд тур трке, али нису били обавезни да учествују. Декатлон АГ2Р ла мондијал и Инеос гренадирс су одлучили да прескоче трку, Лото, Израел—премијер тех и Уно—Х мобилити су били најбољи про тур тимови на крају сезоне 2024. и одлучили су да учествују, док су специјалне позивнице добили Вагнер базин ВБ, Тотал енержис, Тудор про сајклинг, Унибет тјетема рокетс и Фландерс—балојсе.
UCI ворлд тур тимови:
| - Алпесин—декунинк - Аркеа—бб хотелс - Бахреин—викторијус - Визма—лејз а бајк - Групама—ФДЈ - ЕФ едукејшон—изипост - Интермарше—ванти - Кофидис | - Лидл—трек - Мовистар - Пикник постнл - Ред бул—Бора–ханзго - Судал—Квик-степ - УАЕ тим емирејтс ХРГ - ХДС Астана - Џејко—алула |

UCI про тур тимови:
| - Вагнер базин ВБ - Израел—премијер тех - Лото - Тотал енержис | - Тудор про сајклинг - Унибет тјетема рокетс - Уно—Х мобилити - Фландерс—балојсе |

## Новчане награде и бодови

### Новчане награде
Укупан новчани фонд је износио 40.000 евра и додјељивао се за првих 20 возача. Побједник је добио 16.000 евра, другопласирани 8.000, а трећепласирани 4.000 евра. Возачи од 10 до 20 мјеста добијали су по 400 евра.
| Поз.  | 1.     | 2.    | 3.    | 4.    | 5     | 6—7.  | 8—9. | 10—20. |
| Износ | 16.000 | 8.000 | 4.000 | 2.000 | 1.600 | 1.200 | 800  | 400    |

### Бодови
Бодове у UCI свјетском рангирању добили су првих 60 возача. Побједник трке је добио 300, другопласирани 250, трећепласирани 215, четвртопласирани 175, а петопласирани 120.
| Поз. | 1.  | 2.  | 3.  | 4.  | 5   | 6.  | 7. | 8. | 9. | 10. | 11. | 12. | 13. | 14. | 15.-20. | 21.-30. | 31.-50. | 51.-55. | 56.-60. |
| Бод. | 300 | 250 | 215 | 175 | 120 | 115 | 95 | 75 | 60 | 50  | 40  | 35  | 30  | 25  | 20      | 12      | 5       | 2       | 1       |

## Резултати
Трку је стартовало 168 возача, а завршило је 153.
| Позиција | Возач                        | Тим                  | Вријеме    |
| -------- | ---------------------------- | -------------------- | ---------- |
| 1.       | Хуан Себастијан Молано (КОЛ) | УАЕ тим емирејтс ХРГ | 4ч 07' 23" |
| 2.       | Џонатан Милан (ИТА)          | Лидл—трек            | + 0"       |
| 3.       | Мадис Микелс (ЕСТ)           | ЕФ едукејшон—изипост | + 0"       |
| 4.       | Фил Баухаус (ЊЕМ)            | Бахреин—викторијус   | + 0"       |
| 5.       | Ерленд Бликра (НОР)          | Уно—Х мобилити       | + 0"       |
| 6.       | Макс Кантер (ДАН)            | ХДС Астана           | + 0"       |
| 7.       | Алексис Ренар (ДАН)          | Кофидис              | + 0"       |
| 8.       | Лауренц Рекс (БЕЛ)           | Интермарше—ванти     | + 0"       |
| 9.       | Дилан Груневеген (ХОЛ)       | Џејко—алула          | + 0"       |
| 10.      | Сем Велсфорд (АУС)           | Ред бул—Бора–ханзго  | + 0"       |